# Modular Audio Recognition Framework
Modular Audio Recognition Framework (MARF), és a dir: Marc de treball d'àudioreconeixement modular, és una plataforma d'investigació i una col·lecció de la veu/el so/discurs/text i processament de llenguatge natural (NLP) els algorismes escrit en Java i arreglat en una armadura modular i extensible que procura facilitar l'addició de nous algorismes. MARF pot actuar com una biblioteca en aplicacions o és utilitzat com una font per a aprendre i extensió. Unes poques aplicacions de l'exemple són proporcionades per a mostrar para com utilitzar l'armadura. Hi ha també un manual detallat i la referència d'API en el format de javadoc com el projecte tendeix a ser documentat. MARF i les seues aplicacions són alliberats sota una llicència del BSD.